# 密度波理论

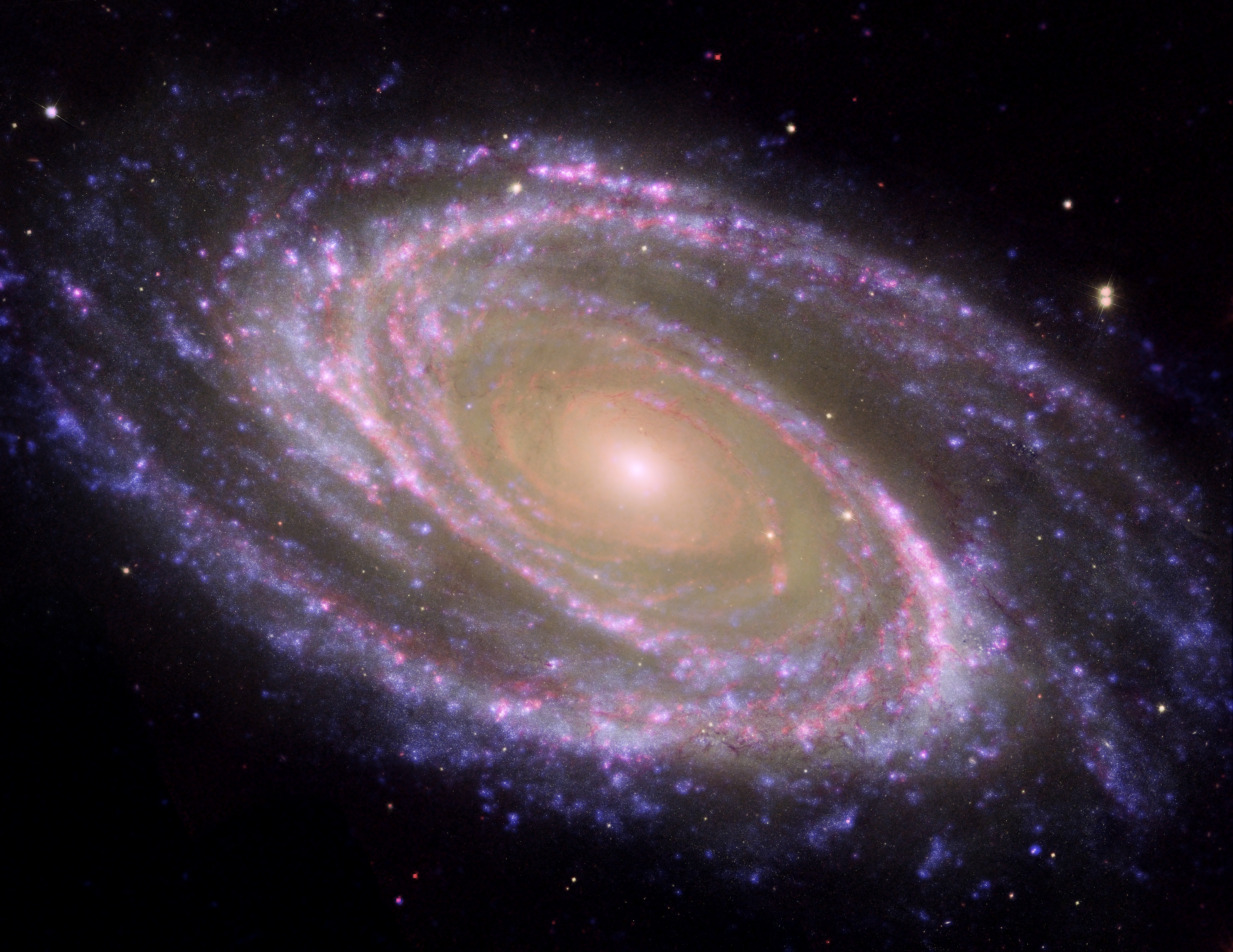
結合來自哈伯、史匹哲太空望遠鏡和星系演化探測器太空望遠鏡的資料合成的M81影像。

密度波理論（英語：Density wave theory），或稱林-徐密度波理論（Lin–Shu density wave theory），是林家翹和徐遐生兩位天文物理學家在1960年代中期為解釋螺旋星系的旋臂結構所推出的理論，他們的理論引進了長期存在的理想準靜態密度波（也稱為heavy sound）)，他們選擇讓星系盤有較高一點的密度（大約高10-20%）。這個理論也成功的運用在土星環。

## 星系旋臂
由于旋涡星系的自转是较差自转，内部的自转角速度大于外部的角速度，旋臂本应当越缠越紧，最终完全缠绕在一起。实际情况却并非如此。1942年，瑞典天文学家林德布拉德首先提出了密度波的思想，1964年，天文学家林家翘、徐遐生等人建立了系统的密度波理论。密度波理论认为，旋涡星系的旋臂是恒星绕星系中心运动时空间分布较密集的区域。组成旋臂的恒星并非始终处于旋臂中，而是有进有出。在旋臂后方，恒星不断进入旋臂，由于恒星密集，引力场加强而被减速，在旋臂前方，旋臂中的恒星速度加快，走出旋臂。因此旋涡星系能够在整体上维持旋臂结构的图案，并且旋臂是与星系的自转方向同向的。密度波理论成功地解释了旋臂结构的成因，得到了很多观测事实的支持，但仍有一些问题尚不清楚。

## 應用在土星環
從1970年代晚期開始，Peter Goldreich、徐遐生和其他一些人將密度波理論應用在土星環。土星環（特別是A環）包含許多由衛星激發出林德布拉德共振與垂直共振產生的螺旋臂密度波。雖然土星環因為中心的質量（土星自己）相較於盤面是非常大的，造成螺旋臂是更緊密並且受到傷害（通常只能延伸數百公里），但主要的物理機制與星系相同。卡西尼任務揭露了許多由環中的衛星潘和阿特拉斯激發出的非常小的密度波，和由巨大的衛星造成的高階共振，並且波的形式會因為Janus和Epimetheus的軌道變化而隨著時間改變。

## 外部資料來源
Bertin, Giuseppe.  2000.  Dynamics of Galaxies.  Cambridge: Cambridge University Press.
Bertin, G. and C.C. Lin.  1996. Spiral Structure in Galaxies: A Density Wave Theory.  Cambridge: MIT Press.
C.C. Lin, Yuan, C., and F.H. Shu, "On the Spiral Structure of Disk i Galaxies III. Comparison with Observations", Ap.J. 155, 721 (1969). (SCI)
Yuan, C.,"Application of Density-Wave Theory to the Spiral Structure of the Milky Way System I. Systematic Motion of Neutral Hydrogen", Ap.J., 158, 871 (1969). (SCI)